# رودي لو
رودي لو (بالإنجليزية: Rudy Law)‏ هو لاعب كرة قاعدة أمريكي، ولد في 7 أكتوبر 1956 في واكو في الولايات المتحدة.

## وصلات خارجية
- رودي لو على موقعبيزبول رفرنس.كوم (الدوري الرئيسي) (الإنجليزية)
- رودي لو على موقعبيزبول رفرنس.كوم (الدوري الثانوي) (الإنجليزية)
- رودي لو على موقع مشجعي الرسوم البيانية (الإنجليزية)